# Kalle Stubbe
Kalle Stubbe (* 24. April 1980) ist ein ehemaliger deutscher American-Football-Spieler.

## Laufbahn
Stubbe spielte in der Jugend der Hamburg Blue Devils. 1999 ging der 1,85 Meter große Linebacker dank eines Talentförderprogramms der NFL Europe in die Vereinigten Staaten, weilte an der Pine Crest School (Bundesstaat Florida) und spielte für deren Schulmannschaft.
Von 2000 bis 2002 spielte er für die Hamburg Blue Devils in der GFL. 2001 und 2002 gewann er mit der Mannschaft die deutsche Meisterschaft. In der Saison 2001 stand er zudem im Kader von Berlin Thunder in der NFL Europe und war mit 21 Jahren der jüngste Spieler der Liga. Er gewann mit den Hauptstädtern den World Bowl.
Stubbe war deutscher Nationalspieler, bei der Europameisterschaft 2001 gewann er mit der Auswahl des American Football Verband Deutschlandes (AFVD) den EM-Titel.
Beruflich wurde der Bauingenieur als geschäftsführender Gesellschafter eines Hamburger Immobilienunternehmens tätig.